# الكلية الأكاديمية رمات غان
الكُليّة الأكاديمية رمات غان (بالعبرية: "המכללה האקדמית רמת גן") هي كلية أكاديمية تأسست عام 2010 في رامات جان، بهدف التركيز على مهن الصحة والتعليم وأنظمة المعلومات والإدارة.

## تاريخ

الشعار السابق للكلية والذي كان مستخدما حتى عام 2018

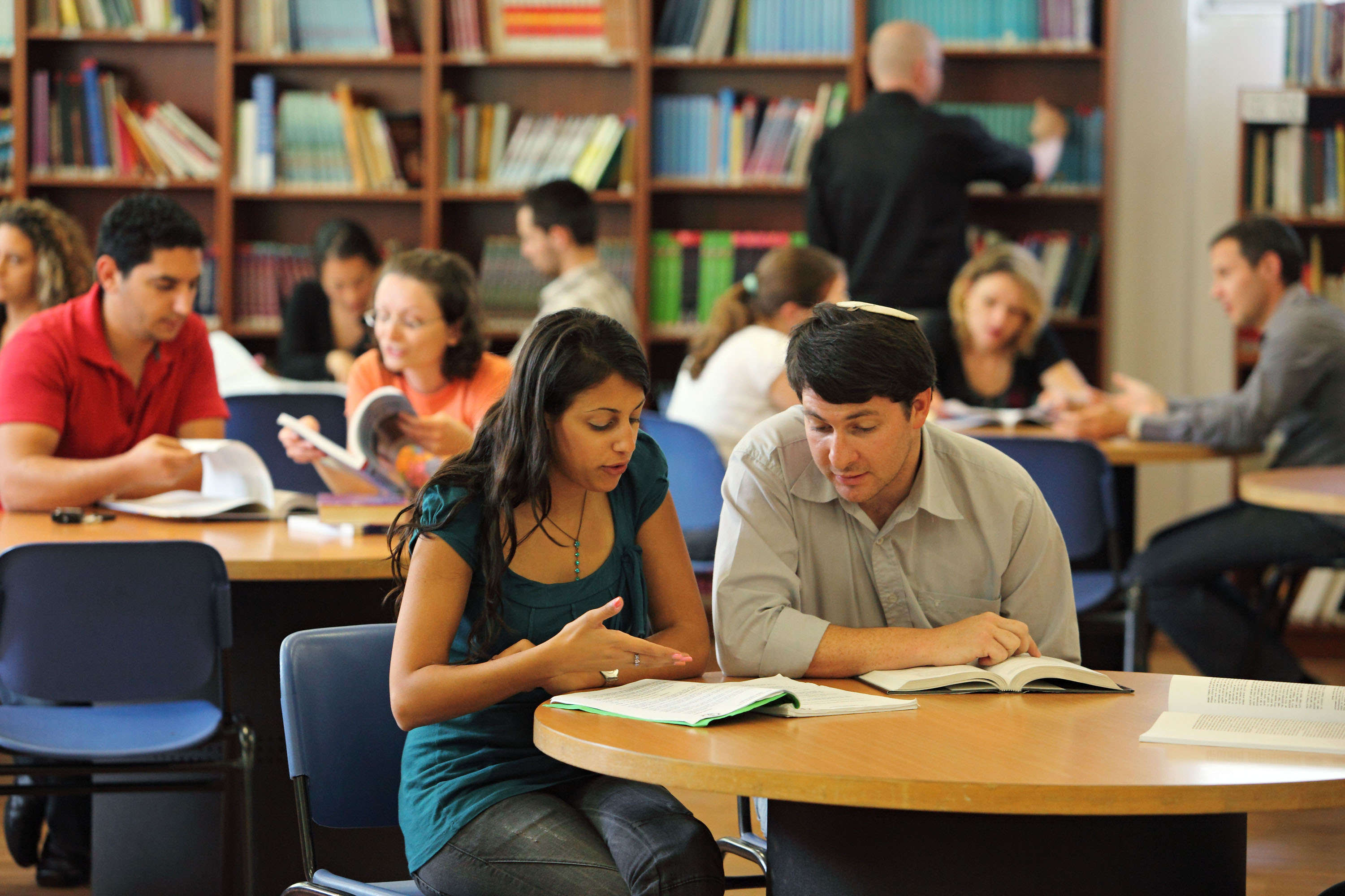
في مكتبة الكلية

الكُليّة الأكاديمية رمات غان هي مؤسسة غير ربحية تم بناؤها على أسس "كلية لإسرائيل" وفرع جامعة هيريوت وات، حيث تخرج منها ما يقرب من 12000 خريج ومهني معتمد. في عام 2010 حصلت الكلية على تصريح التشغيل وفي عام 2012 تم إعلانها مؤسسة معترف بها للتعليم العالي.
يدرس في الكلية الأكاديمية رامات جان حوالي 3000 طالب.
رئيس الكلية اعتباراً من 1 أبريل 2024 هو بروفيسور محمد وتد من قرية جت المثلث.

### برامج التعليم
- تمريض

بكالوريوس (BSN) العلوم في التمريض
درجة البكالوريوس (BSN) في التمريض - للممرضات المؤهلات.
برنامج التحويل الأكاديمي للتمريض
- إدارة النظم الصحية

درجة البكالوريوس (.BA) في إدارة النظم الصحية
ماجستير في إدارة النظم الصحية
- إدارة الطوارئ والأزمات

بكالوريوس (B.A.) في إدارة الطوارئ والأزمات
- أنظمة المعلومات

البكالوريوس (.B.Sc) في نظم المعلومات
- علوم الحاسوب

درجة البكالوريوس (.B.Sc) في علوم الكمبيوتر
- تقنيات التعلم الرقمي

ماجستير (.M.A) في تقنيات التعلم الرقمي
- الاستشارات التنظيمية

ماجستير (.M.A) في إدارة التغيير والاستشارات التنظيمية
ماجستير (.M.A) في الإرشاد التربوي
- الابتكار وريادة الأعمال

درجة البكالوريوس (.B.A) في الابتكار وريادة الأعمال
- إدارة

درجة البكالوريوس (.B.A) في الإدارة
- اقتصاد

درجة البكالوريوس (.B.A) تخصص مزدوج في الاقتصاد
- المجتمع والسلوك

درجة البكالوريوس (.B.A) في المجتمع والسلوك
- الموارد البشرية

درجة البكالوريوس (.B.A) تخصص مزدوج في الموارد البشرية

## روابط خارجية
- המכללה האקדמית רמת גן, באתר "גיידסטאר ישראל"